# Naipe marcado
Naipe marcado es un tango cuya letra y música pertenecen a Ángel Greco que fue grabado por Carlos Gardel con acompañamiento de guitarras el 13 de mayo de 1933 y registrado posteriormente por otros artistas. Su letra, que tiene como tema el tango, menciona el nombre de 17 piezas muy difundidas de ese género,  

## El autor
Ángel Greco ( San Telmo Buenos Aires, Argentina, 9 de marzo de 1893 – ídem, 4 de octubre de 1938 ) fue un músico, letrista, guitarristaa y compositor dedicado al género del tango. Era hermano Vicente, apodado Garrote, autor de tangos muy difundidos. Trabajó en el circo con José Podestá y luego como cantor criollo y guitarrista en el teatro. 

## El tema de la canción
Explica Eduardo Giorlandini que si bien el naipe marcado sirve para hacer trampa en los juegos de barajas, con el tiempo pasó a significar persona o cosa conocida, dado que quien tenga experiencia de vida no puede desconocer cuando el naipe está marcado, o cuando se trata de un individuo dedicado a la trampa, la picardía o el mal comportamiento en la vida social a quien, por ello, le conviene alejarse del ámbito que frecuenta. De ahí que el tango sentencie que  “naipe marcado cuando ya es junado tiene que rajar”.
Sigue explicando Giorlandini que la letra de Naipe marcado se refiere al tango, que después de haberse difundido por toda Buenos Aires y, en especial, por calles famosas que eran emblema de la porteñidad como Florida y Corrientes, en la visión de Ángel Greco estaba desapareciendo de esos escenarios y por eso le canta:

”¿Dónde te fuiste tango
que te busco siempre
y no te puedo 'hayar'?” 

## Los tangos que menciona
Dice Gobello que en Naipe marcado el autor menciona 17 tangos conocidos:
- Alma porteña de Vicente Greco de 1914.
- El Chamuyo de Francisco Canaro de 1913.
- De mi flor de Roberto Firpo de 1914.
- Derecho viejo de Eduardo Arolas de 1913.
- El entrerriano de Rosendo Mendizábal de 1897.
- Felicia de Enrique Saborido de 1907.
- El flete de Vicente Greco de 1913.
- Un lamento de Graciano De Leone de 1917.
- Lorenzo de Agustín Bardi de 1920.
- Mano a mano de Celedonio Flores, Carlos Gardel y José Razzano de 1920
- Pampa de Francisco Pracánico de 1913.
- La payada de José Luis Roncallo de 1910.
- El pensamiento de José Martínez de 1914.
- Rodríguez Peña de Vicente Greco de 1911.
- Sentimiento criollo de Roberto Firpo de 1913.
- El taita de Salvador Grupillo de 1920.
- Zorro gris de Rafael Tuegols y Francisco García Jiménez de 1921.

Agrega Gobello que otras palabras o expresiones de la letra también coinciden con nombres de tango, como “Florida” y “Pero yo sé” pero es por casualidad sin pretender aludir a obras de ese nombre.

## Censura radiofónica
A partir de 1943 dentro de una campaña iniciada por la dictadura militar de 1943 que obligó a suprimir el lenguaje lunfardo, como así también cualquier referencia a la embriaguez o expresiones que en forma arbitraria eran consideradas inmorales o negativas para el idioma o para el país, se prohibió la emisión por radio de Cafetín de Buenos Aires por su supuesto pesimismo y por la comparación entre el cafetín y la madre.
Las restricciones continuaron al asumir el gobierno constitucional del general Juan Domingo Perón y en 1949 directivos de Sadaic le solicitaron al administrador de Correos y Telecomunicaciones en una entrevista que se las anularan, pero sin resultado. Obtuvieron entonces una audiencia con Perón, que se realizó el 25 de marzo de 1949, y el presidente –que afirmó que ignoraba la existencia de esas directivas- las dejó sin efecto.
En enero de 1950 SADAIC cuestionó a Radio El Mundo por aplicar criterios restrictivos sobre los temas de las canciones. En 1952 la entidad de los autores acordó con las autoridades una lista de canciones populares que por razones de buen gusto o decoro idiomático no debían pasarse por radio. Opina al respecto el escritor Oscar Conde que en definitiva, SADAIC no cuestionaba la censura en sí misma sino quién la aplicaba.
En octubre de 1953 se aprobó la Ley de Radiodifusión n° 14 241 que no tenía previsiones sobre el uso del lenguaje popular en radio pero las restricciones en alguna medida continuaron. Al ser grabado Naipe marcado por Francisco Canaro con la voz de Alberto Arenas el 10 de septiembre de 1948 se suprimieron los términos lunfardos: el “vayan parando el chamuyo” fue suplantado por “pongan todos atención”, el “Pero yo sé que vos / no aguantarás el tren,/ "naipe marcado" / cuando ya es junado / tiene que rajar./ ¿Dónde te fuiste, tango / que te busco siempre / y no te puedo "hallar"?” fue reemplazado por  “porque al oír tu son conservas tu compás, naipe marcado cuando lo han quebrado ya no sirve más. Así como en el tango si cambian su ritmo pierde su compás”.
Además se cambió totalmente el sentido de la letra cuando el “me han informado que te habías piantao” fue reemplazado por “que te has consagrado”, o sea que en lugar de haberse ido (“piantao”) ahora está “consagrado”. Por otra parte se cambiaron sin razón aparente el nombre de dos de los tangos citados en la letra: Lorenzo fue cambiado por Don Juan y Sentimiento criollo, creación de Roberto Firpo por Sentimiento gaucho, de autoría de Juan y Rafael Canaro o sea de los hermanos del director de la orquesta que hizo la grabación.

## Grabaciones
Algunas de las grabaciones de este tango son:
- Carlos Gardel acompañado por las guitarras de Barbieri, Pettorossi, Riverol y Vivas, 13 de mayo de 1933 para Odeon.
- Aníbal Troilo y su orquesta en versión instrumental el 14 de abril de 1970 para RCA Victor.
- Ángel Vargas con su orquesta dirigida por Armando Lacava el 5 de julio de 1951 para RCA Victor.
- Tita Merello con orquesta para Odeon.
- Ernesto Famá con la orquesta de Francisco Canaro.
- Carlos Barrios con la orquesta de Osvaldo Fresedo.
- Adriana Varela